# Osoblaha
Osoblaha (en allemand : Hotzenplotz ; en yiddish : Hotz'plotz ; en polonais : Osobłoga) est une commune du district de Bruntál, dans la région de Moravie-Silésie, en République tchèque. Sa population s'élevait à 1 100 habitants en 2021.

## Géographie
Osoblaha se trouve à la frontière polonaise, à 37 km au nord-est de Bruntál, à 64 km au nord-ouest d'Ostrava et à 235 km à l'est-nord-est de Prague.
Elle se trouve dans la micro-région d'Osoblaha.
La commune est limitée par Slezské Pavlovice au nord, par la Pologne à l'est, par Bohušov et Dívčí Hrad au sud et par Hlinka à l'ouest.

## Nom de la ville
Le nom tchèque de la ville remonte à la période qui a précédé la colonisation slave de la région de l'Ossa, une petite rivière qui prend sa source dans les montagnes de Hrubý Jeseník. La langue utilisée primitivement en Moravie désignait un nouveau village par des termes comme Osobloga, Osoblaga ou Osoblaka. Du côté polonais voisin, les noms étaient analogues. Osoblaha s'est imposé ensuite comme le mot du polonais de Silésie.
Le nom allemand vient d'une tribu celtique, celle des Ossen ou Hozzen qui s'était établie au bord de la Ossa. Il est resté l'appellation habituelle de la ville pendant des siècles jusqu'en mars 1945. Il a servi d'inspiration au nom du personnage du Räuber Hotzenplotz (le Brigand Briquambroque en français) d'Otfried Preussler.

## Histoire

### Moyen Âge
La zone était une pomme de discorde entre les princes de Bohême et les Piast de Silésie. La proximité de la frontière était donc une bonne raison d'aménager la ville comme une forteresse frontalière au Nord-Est de la Moravie. La situation topographique sur sommet plat d'une colline représentait une condition favorable. C'est sous l'évêque d'Olomouc, Robert d'Angleterre, que commença l'aménagement de la ville. Commença alors la construction de l'église paroissiale, Sainte-Marie-Madeleine, dans le style gothique, et celle de la chapelle Saint-Nicolas en dehors de la ville. On peut supposer que la ville a été fondée vers 1235.
Le développement paisible de la région fut interrompu en 1241 par l'invasion mongole. Tuant et pillant les Tartares traversèrent le pays. La ville fut détruite, les habitants s'enfuirent, furent tués ou furent capturés. La zone se retrouva dépeuplée. Les rares survivants n'étaient pas en mesure de reconstruire le pays dévasté.
À cette époque, Bruno de Schauenbourg fut placé par le pape Innocent IV sur le siège épiscopal d'Olomouc. Sous la protection du roi de Bohême Otakar II Přemysl, il fit venir dans le pays des colons allemands de Saxe, de Bavière, de Franconie et de Souabe. Des forêts furent défrichées, des champs furent créés, on établit des petites villes et des villages. Cela se produisit dans la période allant jusqu'en 1267.
En 1260 la ville fut rebâtie, avec des murs, des portes et des tours renforcés et entourés d'un rempart et un fossé. C'est ainsi que fut créée une forteresse frontalière de l'évêché d'Olomouc, en Moravie. Comme propriété de l'évêché d'Olomouc l'enclave d'Osoblaha était en même temps un fief des rois de Bohême et par là faisait partie du Saint-Empire. C'est ce qui ressort de la Bulle d'or de Charles IV.

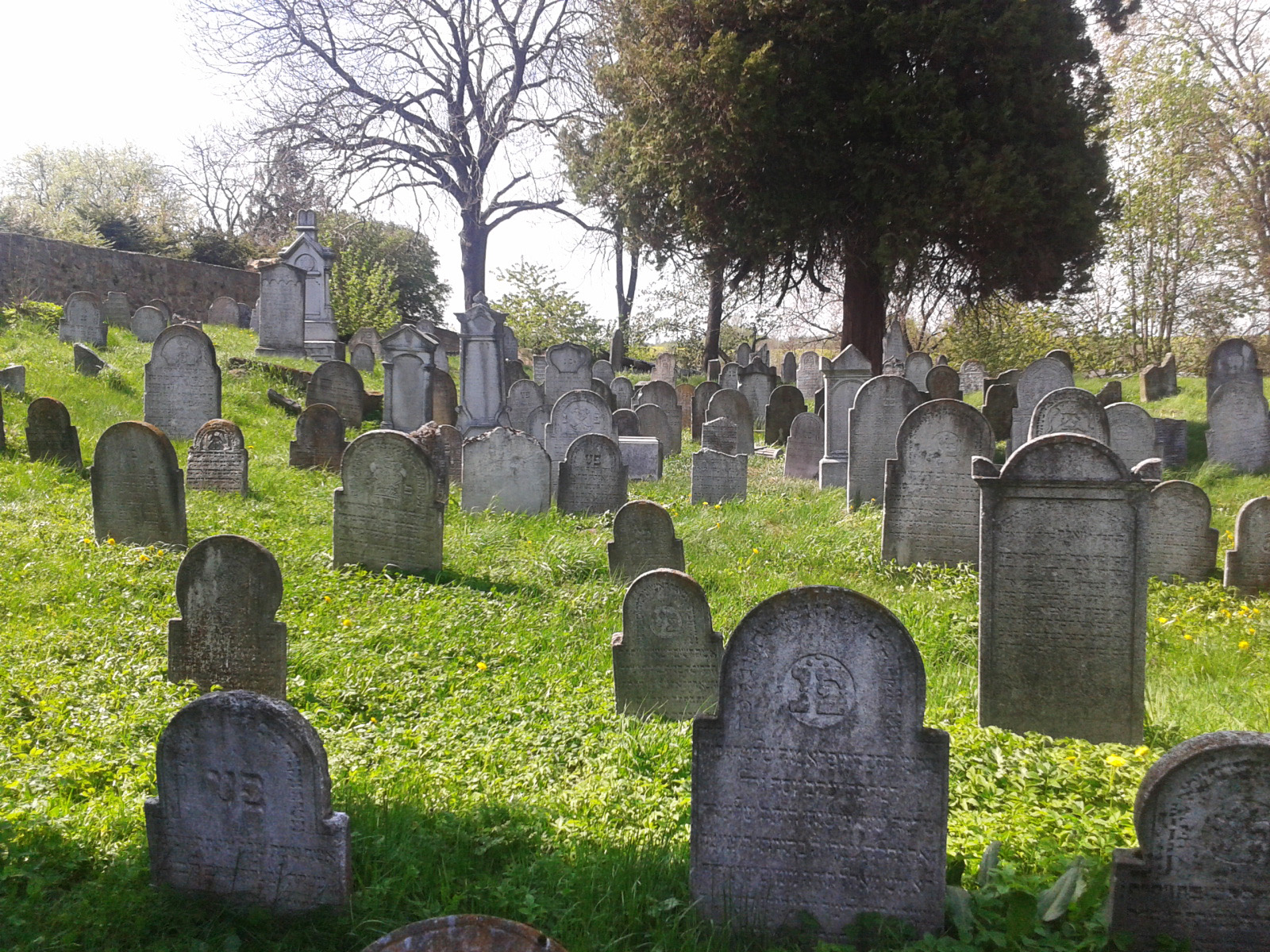
Le cimetière juif.

La nouvelle fondation de la ville eut lieu vers 1250 et elle jouissait du droit de Magdebourg. Dans tous les actes et documents, les évêques d'Olomouc ajoutaient le titre de « Duc d'Osoblaha ». Le développement économique fut interrompu à plusieurs reprises par les guerres, les invasions et les pillages. Il s'agit notamment des longues querelles avec la Pologne, la Hongrie et les Hussites, qui en 1428 portèrent la désolation dans le pays. Assez souvent la ville fut brûlée et reconstruite. Même en temps de paix, il arrivait que des maladresses missent le feu à la ville car les techniques de construction rendaient les maisons facilement inflammables. Le plan urbain resta sans changement pendant plus de 500 ans, conservant les vieux noms de rues : Ringplatz, rue des Tonneliers (Bindergasse), rue des Potiers (Töpfergasse), rue des Teinturiers (Färbergasse) jusqu'à la destruction complète de mars 1945.
Quand à l'époque hussite les Juifs furent expulsés de Prague, l'évêque d'Olomouc autorisa en 1415 des familles juives à s'établir à Osoblaha. Depuis cette date la ville compta une population juive. En 1616, par exemple, il y avait 135 familles juives dans 32 maisons (contre 282 maisons chrétiennes). En 1808, la communauté juive créa une synagogue. Le cimetière juif devint le deuxième en importance après celui de Prague sur le territoire de la monarchie des Habsbourgs. Le nombre de Juifs culmina en 1802 (845), puis, au milieu du XIXe siècle, la plupart d'entre eux quittèrent la ville pour des raisons économiques.

### DuXVIeauXIXesiècle
Les troubles de la Réforme et les Guerres de religion au XVIe siècle ne furent pas sans conséquences dans le petit pays d'Osoblaha. Là aussi les enseignements de Luther furent reçus et divisèrent la population en deux parties. La prospérité fut considérablement affectée, puisque des deux côtés on rivalisait de violence.

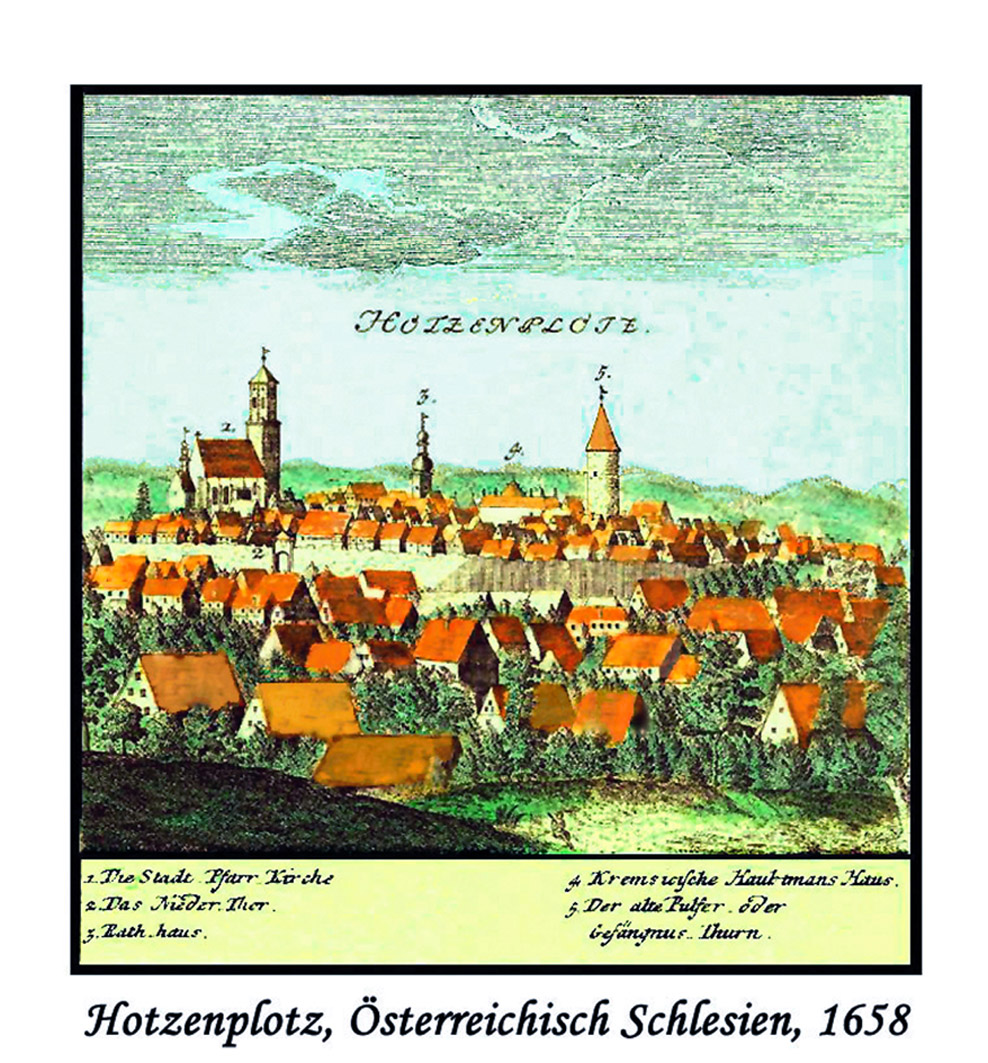
Osoblaha au milieu du XVII.

La Guerre de Trente Ans apporta de nouvelles misères. Les factions en guerre recrutaient des armées de mercenaires qui traversaient le pays en pillant ; elles exigeaient du ravitaillement et des tributs énormes. À plusieurs reprises Osoblaha fut occupée par des troupes. Famines, épidémies et maladies sévissaient. La peste faisait un nombre considérable de victimes. Superstitions, culte du diable, magie et sorcellerie affectaient la population dans sa moralité comme dans sa foi. De nombreux habitants avaient fui.
Pour se défendre à l'avenir contre les ennemis, on fonda en 1656, la Bürgerliche Schützengesellschaft (Société de tir), la plus ancienne société de la ville. En ces temps de détresse et de misère la dentelle fut introduite en 1700 en provenance de l'Erzgebirge. La ville ne se remit que lentement.
Les guerres de Silésie et la guerre de Succession de Bavière, qui suivirent peu après, furent une nouvelle catastrophe pour le pays. Frédéric le Grand envahit le duché de Silésie qui appartenait aux Habsbourgs. L'enclave d'Osoblaha fut à maintes reprises occupée par les troupes prussiennes. La population dut supporter des charges énormes, car il fallait loger et nourrir les deux armées belligérantes. Il fallait livrer chevaux et voitures. En cas de résistance venaient les pillages, les incendies volontaires et de nouvelles contributions. Malgré ces difficultés, le père franciscain Peter Regalati arriva grâce à des dons à reconstruire en 1767-1768 la chapelle Saint-Nicolas pour en faire une église.
L'impératrice Marie-Thérèse fut finalement contrainte de céder à la Prusse la plus grande partie de la Silésie. Seule une petite partie, qu'on appela par la suite Silésie autrichienne et dont faisait partie également l'enclave d'Osoblaha, resta en 1742 à la monarchie des Habsbourgs. Cette frontière, maintenue depuis, a constitué un désavantage économique considérable pour la ville, qui perdait ainsi une grande partie de son espace économique naturel.
Jusqu'à la Première Guerre mondiale, les grands conflits du XIXe siècle entre Allemands, Français et Autrichiens, ne touchèrent pas la région. Malgré impôts et réquisitions en nombre, ces guerres ne furent pas comparables avec celles des époques précédentes. Dans le cadre des réformes administratives sous Marie-Thérèse et son fils Joseph II, commerce, artisanat et agriculture devinrent florissants. L'abolition du servage en 1848 y contribua considérablement.
On créa un tribunal de district, des perceptions, des douanes, des bureaux des poids et mesures, des services de postes et de télégraphe, une école primaire et une école primaire supérieure (1870-72), une caisse d'épargne municipale, un presbytère, un hôpital, une fondation pour les pauvres, un corps de pompiers volontaires, une place de tir, une dentellerie, une école de formation professionnelle agricole (1908), une foire annuelle et un marché aux bestiaux. La raffinerie de sucre commença son activité en 1858 ; en 1898 le train à voie étroite Hotzenplotz-Röwersdorf fut mis en service. Une nouvelle conduite d'eau fut installée et en 1911 on construisit une usine à gaz. On ne put cependant réaliser la création d'une usine d'allumettes et celle d'une usine de boutons qui avaient été prévues. La vie culturelle et la vie communautaire étaient florissantes. On créa une Association des professeurs du district, un chœur d'hommes, un chœur mixte, un club de tir, un club des vétérans, un club de patinage, un club de gymnastique, une union de la jeunesse chrétienne.
En 1880, Osoblaha comptait 4 012 habitants, population qui diminua par la suite. En raison de la frontière avec la Haute Silésie voisine, la nouvelle ligne de chemin de fer fut entièrement réalisée du côté prussien, contournant Osoblaha, et le chemin de fer à voie étroite Osoblaha-Třemešná ve Slezsku n’était pas capable d’apporter une compensation. Le développement économique en fut affecté, de nombreux jeunes furent obligés d’aller chercher du travail ailleurs, voire s’en allèrent définitivement.

## XXesiècle
Au cours de la Première Guerre mondiale presque tous les hommes de 18 à 50 ans furent appelés aux armées et nombre d'entre eux ne devaient pas revenir. L'année 1918 vit l'effondrement de la Double-Monarchie. Les relations avec Vienne furent interrompues tandis que la frontière avec la Silésie se fermait encore davantage. Fondée en 1850, la raffinerie de sucre resta jusqu'en 1920 le principal employeur de la ville, après quoi l'entreprise fut transférée à Biała et Głogówek, dans la Haute-Silésie voisine.
La République tchécoslovaque fut fondée fin octobre 1918. Le gouvernement de Prague fit tout pour placer dans l'administration publique des Tchèques comme douaniers, gendarmes, policiers ou postiers, et l'on trouvait normal que les Allemands apprissent la langue tchèque. Le taux de chômage énorme pendant la crise économique mondiale des années 1920 pesa surtout sur les ouvriers allemands. L'émigration fit tomber la population à environ 2 500 personnes ; la communauté juive disparut presque complètement et la synagogue qui se délabrait fut démolie.
À la suite des accords de Munich de 1938, l'entrée des troupes allemandes fut accueillie comme une libération. La frontière avec la Silésie ayant disparu, on espérait que l'économie se relèverait. En 1939, les soldats allemands de la Wehrmacht prirent dans la ville leurs quartiers pour préparer l'invasion de la Pologne. Appartenant au cercle de Jägerndorf (aujourd'hui Krnov), Osoblaha dut accueillir au cours de la Seconde Guerre mondiale, les personnes déplacées venant des régions occupées de Volhynie et de Bessarabie. Il en fut de même pour des femmes, des enfants et des vieillards dont les logements à Berlin, à Hambourg et dans la Ruhr avaient été détruits. En février 1945, une colonne de prisonniers venant du camp de concentration d'Auschwitz traversa la ville. Au cours de cette marche de la mort, ceux qui ne pouvaient plus avancer étaient abattus sur place. Au début de 1945, des réfugiés de Haute-Silésie, fuyant le front qui s'approchait, arrivèrent dans la ville dans des chariots tirés par des chevaux et des bœufs. Le 17 mars 1945 l'Armée rouge étaient aux portes d'Osoblaha. Presque tous les habitants s'enfuirent de la ville en direction d'Altvatergebirge (Hrubý Jeseník) en passant par le Galgenberg et par Zottig.
Âprement disputée, Osoblaha changea plusieurs fois de maître. Au cours d'une bataille de chars, près de 200 chars soviétiques furent détruits. Le 21 mars, l'Armée rouge finit par occuper la ville. Ce qui n'avait pas été détruit par l'artillerie devint la proie des flammes. Le front se stabilisa sur le Zottiger Berg jusqu'au 7 mai 1945.
En mai et juin 1945, la population qui s'était enfuie vers la Moravie du Nord et dans l'Altvatergebiet revint peu à peu dans la ville détruite. La plupart des maisons n'étaient plus habitables ; bien des fois c'est dans les ruines qu'il fallut aménager des logements. La guerre finie, toute la population masculine de 14 à 60 ans fut réquisitionnée pour des travaux forcés. On l'envoya à Ostrava dans les mines de charbon ou à l'intérieur de la Bohême. Au printemps 1946, commença l'expulsion de la population allemande d'Osoblaha. Dans des wagons de bestiaux, avec chaque fois 40 personnes, on la conduisit jusqu'à l'automne 1946 depuis Krnov jusqu'en Bavière, en Bade-Wurtemberg et en Hesse.
À la fin de la Seconde Guerre mondiale, le centre de la ville était complètement détruit. À l'entrée de la place du Ring, un canon de DCA soviétique rappelle les longs combats et la victoire de l'Armée rouge sur la Wehrmacht. Au 1er décembre 1930 Osoblaha comptait 2 237 habitants ; le 17 mai 1939 ils n'étaient plus que 2 137 et le 22 mai 1947 seulement 421.

## Transports
Par la route, Osoblaha se trouve à 14 km de Prudnik, à 20 km de Město Albrechtice, à 55 km de Bruntál, à 81 km d'Ostrava et à 296 km de Prague.

## Référence de traduction
- (de) Cet article est partiellement ou en totalité issu de l’article de Wikipédia en allemand intitulé « Osoblaha » (voir la liste des auteurs).